# Rock 'n' Roll Damnation
Rock 'n' Roll Damnation è un brano degli AC/DC, pubblicato dall'etichetta discografica Atlantic Records nel maggio del 1978 come singolo estratto dall'album Powerage, in abbinamento a Sin Citycome lato B. In altre versioni del singolo, il lato B è Kicked in the Teeth o Cold Hearted Man.

## Brano
il gruppo ha suonato il brano dal vivo durante il Powerage tour e poi ancora nel tour mondiale del 2003. Il brano compare nell'album dal vivo If You Want Blood You've Got It del 1978, e nella colonna Sonora di Iron Man 2.
Rock 'n' Roll Damnation non compare nelle prime copie di Powerage ma è stata aggiunta in un secondo tempo sostituendo Cold Hearted Man, e successivamente in copie dell'album che contengono entrambi i pezzi.

## Tracce
1. Rock 'n' Roll Damnation
2. Sin City

## Formazione
- Bon Scott - voce
- Angus Young - chitarra solista
- Malcolm Young - chitarra ritmica
- Cliff Williams - basso
- Phil Rudd - batteria